# Heinrich Stuhlfauth
Heinrich Stuhlfauth, noto anche come Heiner Stuhlfauth (Norimberga, 11 gennaio 1896 – 12 settembre 1966), è stato un calciatore tedesco, di ruolo portiere.

## Carriera
Fu il miglior portiere tedesco degli anni '20. Giocò per tutta la carriera nel Norimberga, con cui vinse 5 titoli nazionali tedeschi (1920, 1921, 1924, 1925, 1927). Con la Nazionale fu per qualche tempo recordman di presenze e prese parte alle Olimpiadi del 1928.